# Avenida da República
Die Avenida da República ist eine Hauptverkehrsstraße im nördlichen Zentrum der portugiesischen Hauptstadt Lissabon. Sie führt über anderthalb Kilometer von der Praça Duque de Saldanha in nördlicher Richtung zur Praça de Entrecampos, wo sie in den Campo Grande übergeht. Dabei durchquert sie die Stadtgemeinden Alvalade, Avenidas Novas und Arroios.

## Beschreibung
Die Avenida wurde im Zuge der nördlichen Stadterweiterung am Ende des 19. Jahrhunderts angelegt und bildet die zentrale Achse der Avenidas Novas. Am 3. Mai 1897 wurde sie Avenida das Picoas benannt, nach der Quinta das Picoas, die sich an dieser Stelle befand. 1904 erhielt sie den Namen des Schöpfers der Avenidas Novas Ressano Garcia. Am Tag nach Ausrufung der Republik am 5. Oktober 1910 beschloss die Câmara Municipal von Lissabon im Zuge mehrerer Straßenumbenennungen den heutigen Namen.
An der Avenida da República befinden sich zahlreiche Niederlassungen großer Firmen und Handelsunternehmen. Der Anteil der Wohnbevölkerung ist niedrig. Auch die ehemalige Stierkampfarena Praça de Touros do Campo Pequeno und das Gelände der früheren Feira Popular befinden sich an der Straße.
Verkehrlich erschlossen ist sie durch drei U-Bahnhöfe der Linha Amarela der Metro: Saldanha, Campo Pequeno und Entrecampos sowie den Regionalbahnhof Entrecampos.

## Wichtige Gebäude
- Wohnhaus Avenida da República, nº 23
- Avenida da República, n.ºs 38 bis 38A, ehemalige Mansão dos Viscondes de Valmor
- Wohnhaus Avenida da República, nº49: Prémio Valmor 1923, Architekt: Porfírio Monteiro, hier befindet sich das Externato Infante D. Pedro
- Wohnhaus Avenida da República, nº97 bis nº 97-C
- Gebäude Avenida da República, n.º 87
- Wohnhaus Avenida da República, nº89 bis nº89A
- Pastelaria Versailles